# ناكساليت

الناكسال أو الناكساليت هو العضو في أي منظمة سياسية تدعي وراثة الحزب الشيوعي الهندي (الماركسي - اللينيني) الذي تأسس في كالكوتا عام 1969. إنَّ الحزب الشيوعي الهندي (الماوي) هو أكبر مجموعة سياسية قائمة على هذا الإرث اليوم في الهند.
اشتُق مصطلح الناكسال من اسم قرية ناكسالباري في ولاية بنغال الغربية، حيث جرت ثورة الفلاحين الناكساليين في عام 1967. ويعتبر الناكساليون شيوعيين متطرفون يساريون يدعمون إيديولوجية ماو تسي تونج السياسية. ترجع أصولهم إلى انقسام الحزب الشيوعي الهندي (الماركسي) في عام 1967 بعد انتفاضة الفلاحين في قرية ناكسالباري مما أدى إلى تشكيل الحزب الشيوعي الهندي (الماركسي - اللينيني) بعد ذلك بعامين. كان مركز الحركة في البداية في ولاية بنغال الغربية. ثم توسعت في السنوات اللاحقة في المناطق الأقل نموًا والمناطق الريفية في جنوب وشرق الهند مثل تشاتيسغار وأوديشا وأندرا برديش وتيلانغانا من خلال أنشطة الأحزاب السرية مثل الحزب الشيوعي الهندي (الماوي). أصبحت بعض مجموعات الناكساليت منظمات قانونية تشارك في الانتخابات البرلمانية مثل الحزب الشيوعي لتحرير الهند (الماركسي - اللينيني) والحزب الشيوعي الهندي الجانشاكتي (الماركسي - اللينيني).

## الأوضاع خلال الفترة بين عامي 2000 - 2011
قُتل ما يزيد عن ثلاثة آلاف شخص بسبب الصراعات بين الحكومة والناكساليين بين عامي 2002 و 2006، أدى النزاع إلى نزوح 350 ألف إنسان من أبناء المجموعات القبلية من أراضي أجدادهم بحلول عام 2009.
قدّرت وكالة الاستخبارات الهندية (قسم الأبحاث والتحليل) في عام 2006 أنَّ 20 ألف شخص من الكوادر المسلحة الناكسالتية كانوا فاعلين بالإضافة إلى 50 ألف شخص من الكوادر غير المسلحة. دفع نفوذهم المتنامي رئيس الوزراء الهندي مانموهان سينغ إلى الإعلان عن كونه أخطر تهديد داخلي لأمن الهند القومي. وغالبًا ما يشار إلى الناكساليين وغيرهم من المقاتلين المناهضين للحكومة باسم (المتطرفين).
أعلنت الحكومة المركزية الهندية في شباط من عام 2009 عن مبادرة جديدة على المستوى الوطني سُميت (خطة العمل المتكاملة) لتنفيذ عمليات واسعة ومدروسة تهدف إلى التعامل مع مشكلة الناكساليت في جميع الولايات ذات الصلة (مثل كارناتاكا وتشاتيسغار وأوديشا وأندرا برديش وتيلانغانا وماهاراشترا وتجاركاند وبعار وأتر برديش وبنغال الغربية). ومن المهم أن هذه الخطة شملت تمويل مشاريع التنمية الاقتصادية على مستوى القواعد الشعبية في المناطق المتأثرة بحركات الناكساليت، فضلًا عن زيادة تمويل الشرطة الخاصة لتحسين احتواء ومعالجة مشاكل الناكساليت في هذه المناطق.
نشطت حركات الناكساليت في عام 2009 في نحو 180 منطقة ضمن عشر ولايات في الهند. تم حذف اسم ولاية كارناتاكا من قائمة الولايات المتأثرة بالناكساليت في شهر آب عام 2010 بعد مرور عام كامل على تنفيذ برنامج (خطة العمل المتكاملة) الوطني. تم تخفيض عدد المناطق المتأثرة بحركة الناكساليت في شهر تموز عام 2011 إلى 83 مقاطعة في تسع ولايات (بما في ذلك 20 مقاطعة إضافية). أفادت الحكومة الوطنية الهندية في شهر كانون الأول عام 2011 أنَّ عدد الوفيات والإصابات المرتبطة الناكساليت قد انخفض بنسبة 50٪ تقريبًا عن مستوياته عام 2010. أعلنت الجماعات الشيوعية التابعة لماو مسؤوليتها عن 123 حالة وفاة في عام 2013 وهو ما كان يشكل نصف حالات الوفاة بسبب الإرهاب في الهند. ووصفت السلطات الهندية الحركة بأنها (حركة إرهابية) ولكنها تحظى بقاعدة شعبية في المناطق التي توجد فيها. ووفقًا لدراسة أجرتها صحيفة (تايمز أوف إنديا) فإن 58٪ من الأشخاص الذين شملهم الاستطلاع في ولاية أندرا برديش يملكون رأي إيجابي داعم للعصابات المسلحة و 19٪ فقط ضدهم.

## الأوضاع بعد عام 2010
- 6 نيسان: أطلقت حركة الناكساليت أكثر الهجمات دموية في تاريخها من خلال قتل 76 فردًا من أفراد الأمن. بدأ 1000 عضو من حركة الناكساليت الهجوم وكان مخططًا له بشكل جيد مما أدى إلى قتل 76 فردًا من قوة الشرطة الاحتياطية المركزية في كمينين منفصلين وإصابة 50 آخرين في أدغال بعيدة في منطقة تسمى دانتيوادا في تشاتيسغار في وسط وشرق الهند.
- 17 أيار: فجر أعضاء حركة الناكساليت حافلة على الطريق الواصل بين دانتيوادا وسوخما في ولاية تشاتيسغار مما أسفر عن مقتل 15 شرطيًا و 20 مدنيًا. وقُتل ما لا يقل عن 26 عنصر من قوة الشرطة الوطنية في ثالث هجوم كبير شنته حركة الناكساليت في 29 حزيران في مقاطعة نارايانبور في تشاتيسغار.[7]

وعلى الرغم من الكمائن العديدة في ولاية تشاتيسغار خلال عام 2010 يبدو أن حملة الحكومة المركزية لاحتواء الحركة وخفض وجودها العسكري قد حققت بعض النجاحات. أصدرت بعض الولايات مثل ماديا براديش تقريرًا عن انخفاض كبير في أنشطة حركة الناكساليت نتيجة لاستخدامها أموال (خطة العمل المتكاملة) للتنمية الريفية ضمن الولاية. قد يكون النجاح الأخير في احتواء العنف ناتجًا عن زيادة قوة وتواجد الدولة، ولكنه أيضًا بسبب تطبيق أنظمة الضمان الاجتماعي.

### عام 2011
- أواخر عام 2011: قُتل كيشينجي وهو القائد العسكري للحزب الشيوعي الهندي (الماوي) في مواجهة مع قوات العمليات المشتركة، وكان ذلك بمثابة ضربة قوية لحركة الناكساليت في شرق الهند.
- شهر آذار: اختطف المتمردون الماويون مواطنَين إيطاليين في ولاية أوديشا بشرق الهند وهي المرة الأولى التي اُختطف فيها أجانب هناك.
- 27 آذار: مقتل 12 من أفراد قوة الشرطة الاحتياطية المركزية في انفجار لغم أرضي زرعه اشخاص اشتُبه في كونهم أعضاء في حركة الناكساليت في مقاطعة غادشيرولي في ماهاراشترا.[9]

### عام 2013
- 25 آيار عام 2013: هاجم أعضاء الحركة مظاهرة قادها المؤتمر الوطني الهندي في قرية سوكما في باستار في ولاية تشاتيسغار مما أسفر عن مقتل نحو 29 شخصًا. وقتلوا زعيم الحزب البارز ماهيندرا كارما وناند كومار باتيل وابنه أثناء الهجوم، وأُصيب زعيم حزبي آخر يدعى فيديا شاران شوكلا بجروح بالغة وتوفي فيما بعد متأثراً بجراحه.[10]

### عام 2014
- 11 آذار عام 2014: نصب أعضاء الحركة كمينًا لفريق أمني في ولاية تشاتيسغار، مما أسفر عن مقتل 15 فردًا 11 منهم من قوات الشرطة. كما قُتل مدني.
- 1 كانون الأول عام 2014: قُتل 14 شرطي من قوة الشرطة الاحتياطية المركزية وأُصيب 12 شخصًا في جنوب تشاتيسغار.[11][12]